# Mirko Tremaglia

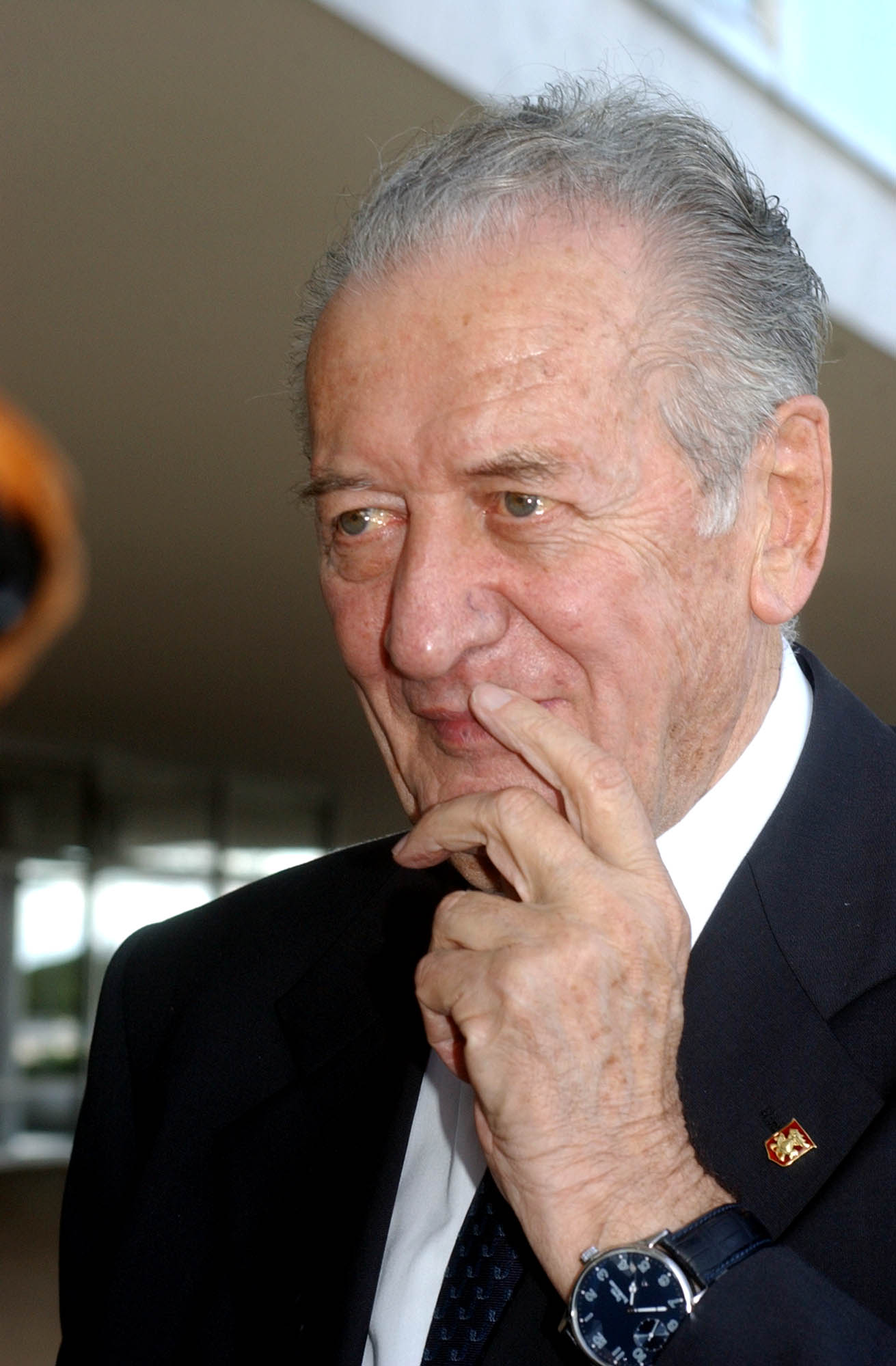
Mirko Tremaglia

Pierantonio Mirko "Mirko" Tremaglia (Bergamo, 17 november 1926 – Bergamo, 30 december 2011), was een Italiaans politicus.
Mirko Tremaglia, een oud-fascist, sloot zich na de Tweede Wereldoorlog aan bij de Movimento Sociale Italiano (Italiaanse Sociale Beweging) en was een van haar leiders. In 1972 werd hij in de Kamer van Afgevaardigden gekozen.
Nadat de MSI in 1995 opging in de Alleanza Nazionale (Nationale Alliantie), werd Tremaglia lid van die partij. Van 11 juni 2001 tot 20 april 2003 en sinds 25 april 2005 was Tremaglia minister van Italianen in de Wereld. Hij was de oudste minister in het kabinet-Berlusconi. Als minister was hij verantwoordelijk voor de wet die het Italianen in het buitenland mogelijk maakt om twaalf afgevaardigden en zes senatoren te kiezen.
Zijn partij Per l'Italia nel mondo maakte deel uit van de Alleanza Nazionale. Per l'Italia nel mondo maakte ook deel uit van het Huis van de Vrijheden van Silvio Berlusconi. Bij de Italiaanse parlementsverkiezingen van 2006 behaalde Per l'Italia nel mondo één zetel.